# Norverto Osa
Norverto Osa (* 5. Juni 1832 in Marinilla; † 1893 in Paris) war ein kolumbianischer Bankier und Diplomat.

## Leben
Er war der Sohn von Ana Maria Jiménez und Salvador Joaquín Ossa.
Er betrieb eine Zeit Handel an Orten in Rionegro. Später gründete er mit Felipe Díaz Erazo (1840–1916) am Malecón Höhe Avd. Illingworth in Guayaquil, Ecuador das Bankhaus Norverto Osa I Ca., welches 1885 die Aktienmehrheit der Banco del Ecuador hielt und nach seinem Tod in  Casa Max Muller i Ca. umbenannt wurde.
Ab 1864 lebte er als kolumbianischer Gesandter in Paris.
Er heiratete in Hamburg Auguste Riensch, Tochter des Bankiers Adolph Riensch. Er hinterließ seinen Nachkommen ein umfangreiches monetäres Vermögen, wovon seine Witwe die Villa de Osa errichten ließ.